# Pablo Ramos
Pablo Ramos Sánchez (Yacuiba, Bolivia; 25 de enero de 1937 - Yacuiba, Bolivia; 24 de septiembre de 2021) fue un economista, escritor, rector y docente universitario boliviano. Fue el último Prefecto (interino) del Departamento de La Paz desde el 10 de agosto de 2008 hasta el 29 de mayo de 2010 durante el primer gobierno del presidente Evo Morales Ayma. Fue también el presidente del Banco Central de Bolivia desde el 3 de enero de 2017 hasta el 17 de diciembre de 2019.

## Biografía
Pablo Ramos nació el 25 de enero de 1937 en la ciudad de Yacuiba de la provincia del Gran Chaco en el departamento de Tarija. Ramos pertenece a la generación post-guerra del Chaco y prerrevolución nacional de 1952. Comenzó sus estudios escolares en 1943 en una escuelita rural, saliendo bachiller el año 1954 del colegio San Luis de la ciudad de Tarija. 
En 1955, Pablo se trasladó a vivir a la ciudad de La Paz e ingresó a estudiar en la facultad de economía de la Universidad Mayor de San Andrés (UMSA), graduándose como economista de profesión el año 1960. Se especializó también en el área de planificación general en países como Chile, México y en Florida, Estados Unidos.
En 1970, a sus 33 años de edad, Ramos llegó a ser el rector de la Universidad Mayor de San Andrés, durante la revolución universitaria y la guerrilla de Teoponte.

### Exilio de Banzer
En 1971 Pablo fue exiliado de Bolivia por el gobierno dictatorial de Hugo Banzer Suárez. Durante su estadía fuera del país, trabajó como docente en la Universidad Autónoma de México. En 1972 se fue a trabajar de docente universitario en Chile, de donde tuvo que volver nuevamente a México en 1973, debido al golpe de Estado realizado por Augusto Pinochet contra el presidente chileno Salvador Allende.
Regresado a México, trabajo esta vez como experto de la Organización de las Naciones Unidas (ONU), años después se fue a Santo Domingo, República Dominicana a ejercer como docente universitario.

## Vida política
Ramos inició su vida política cuando fue dirigente y presidente del centro de estudiantes de la carrera de economía de la UMSA y como miembro activo de la Federación Universitaria Local (FUL), del grupo juvenil "Espartaco", los cuales fundaron el partido del Movimiento de Izquierda Revolucionaria (MIR) junto al Partido Demócrata Cristiano Revolucionario (PDCR). 

### Exilio de Luis García Meza
En 1980, durante el gobierno dictatorial del presidente Luis García Meza Tejada, Ramos volvió nuevamente a ser exiliado al exterior.
Volvió a Bolivia, con el retorno de la democracia a manos del presidente Hernán Siles Suazo. En las gestiones 1983, 1988 y 1993 ocupó el cargo de rector de la UMSA. Años después fue activo miembro de partido del Movimiento al Socialismo (MAS).
En 2004 fue concejal de la alcaldía de la ciudad de La Paz. Entre 2005 y 2008 Ramos pasó a ser vicepresidente del concejo municipal de La Paz.

### Prefecto del Departamento de La Paz (2008-2010)
Desde el 10 de agosto de 2008 hasta el 29 de mayo de 2010 fue prefecto interino del Departamento de La Paz. Dejó el cargo a César Cocarico Yana. Cabe mencionar que Ramos fue el último prefecto del departamento ya que su sucesor entraría con el nombre de gobernador.
Su hija, Verónica Ramos Morales fue posesionada el 23 de enero de 2015 por el presidente Evo Morales Ayma como ministra de Desarrollo Productivo de Bolivia.
Ramos se dedica a colaborar con diferentes artículos de economía a periódicos y revistas, así como también conferencias en varias universidades públicas de Bolivia. 

### Presidente del Banco Central de Bolivia (2017-2019)
El 3 de enero de 2017, el Presidente de Bolivia Evo Morales Ayma lo nombró presidente del Banco Central de Bolivia en reemplazo de Marcelo Zabalaga.
El 5 de mayo de 2019 falleció su esposa Mery Ruth Morales Córdova.
El economista Guillermo Aponte es desde el 17 de diciembre de 2019 presidente interino del Banco Central de Bolivia, en reemplazo de Pablo Ramos, quien es investigado por supuesto favorecimiento al enriquecimiento ilícito y por la concesión sin supuestamente respetar los procedimientos de préstamos por parte del Gobierno de Evo Morales Ayma a empresas estatales, por unos 75 millones de dólares.  La investigación es liderada por el nuevo gobierno de transición de la presidenta Jeanine Áñez.
| Predecesor: José Luis Paredes | Prefecto del Departamento de La Paz 10 de agosto de 2008 - 31 de mayo de 2010        | Sucesor: César Cocarico Yana |
| Predecesor: Marcelo Zabalaga  | Presidente del Banco Central de Bolivia 3 de enero de 2017 - 17 de diciembre de 2019 | Sucesor: Guillermo Aponte    |

## Libros escritos
- Siete años de Economía Boliviana
- Radiografía de un golpe de Estado
- Temas de Economía Boliviana (4 tomos)
- Imágenes
- Cuando se aleja el Tren
- De ayer y Hoy
- Poemas del Camino
- Los Escaldados
- El Provocador